# 卡巴尔通讯社
卡巴尔通讯社，或吉尔吉斯斯坦国家通讯社（羅馬化：Kyrgyz Uluttuk Maalymat Agenttigi "Kabar"，羅馬化：Kyrgyzskoye natsionalnoye informatsionnoye agentstvo "Kabar"）是吉尔吉斯斯坦的国家官方通讯社，成立于1937年，总部位于首都比什凯克。该通讯社是亚太通讯社组织的成员。 该社于2017年开通中文网页。